# Bonner Schumannfest
Das Bonner Schumannfest dient der Erinnerung an Robert Schumann, der in Endenich bei Bonn die letzten, von Krankheit gezeichneten Jahre seines Lebens verbrachte, in der Heil- und Pflegeanstalt von Franz Richarz, dem heutigen Schumannhaus Bonn, verstarb und auf dem Alten Friedhof in Bonn mit seiner Frau Clara Schumann begraben ist.
Das zweiwöchige Festival, das seit 1998 im Herbst im Bonner Stadtteil Endenich stattfindet, wurde initiiert durch Andreas Etienne und Markus Schuck. Es bezieht verschiedene Kultureinrichtungen, Kirchen, Firmen und Vereine rund um das Bonner Schumannhaus ein. Kontakt und Koordination erfolgen durch den „Verein Schumannhaus Bonn e.V.“ Spielstätten sind unter anderen das Clara-Schumann-Gymnasium, die Bonner Harmonie, die evangelische Lutherkirche, das Programmkino Rex, das Schumannhaus und die evangelische Trinitatiskirche.
Mit dem Festival soll das Gedenken an Robert Schumann verstärkt und der Komponist aus dem Schatten Ludwig van Beethovens hervorgeholt werden. 2010, anlässlich des 200. Geburtsjubiläums von Robert Schumann, stand das Bonner Schumannfest unter dem Motto Schumann trifft Chopin, der ebenfalls 1810 geboren wurde. Schirmherren des Jubiläumsfestes waren Krzysztof Meyer und Franz Willnauer, früherer Intendant des Schleswig-Holstein Musik Festivals.